# 29722 Chrisgraham
29722 Chrisgraham este o planetă minoră (asteroid) din centura de asteroizi. A fost descoperită pe 14 ianuarie 1999 la Stația Anderson Mesa de Lowell Observatory Near-Earth-Object Search și a fost numită după Christopher Fox Graham⁠(d). 
Obiectul prezintă o orbită caracterizată de o semiaxă mare de 2,6249089 UAi, o excentricitate de 0,12, o înclinație de 14,72215 ° în raport cu ecliptica.